# Sultanato de Mascate y Omán
El sultanato de Mascate y Omán o Moscate y Omán (en árabe: سلطنة مسقط وعمان‎ Salṭanat Masqaṭ wa-‘Umān) fue un estado árabe y posterior protectorado británico desaparecido cuyos territorios forman parte hoy en día del moderno Omán, algunas partes de los actuales Emiratos Árabes Unidos y el territorio de Gwadar en Pakistán. Algunas regiones occidentales del vecino Pakistán (Gwadar) también formaban parte del sultanato de Mascate y Omán.
El sultanato de Mascate y Omán no debe ser confundido con el 
"Omán de la Tregua" (llamado también Estados de la Tregua), que eran un conjunto de territorios administrados por jeques que constituyeron un protectorado británico a partir de 1820.

## Expansión
El sultanato estuvo formado por dos regiones culturalmente diferente. Por una parte estaban las tribus ricas de la costa del sultanato de Mascate que estaban más secularizadas y por otra parte las tribus del interior, más pobres y con más apego a la religión. 

Bandera del Imanato de Omán (1856–1970), formada por una bandera blanca con el emblema del khanjar en la esquina superior izquierda. El khanjar se usa todavía en la moderna bandera de Omán.

Aunque el interior de Omán estaba nominalmente bajo el control de los sultanes de Mascate, en la práctica en estos territorios se imponía la autoridad de los imanes conservadores del imanato de Omán, que practicaban el islam ibadí.
El sultanato de Mascate poseía una importante flota, que le había permitido forjar un imperio marítimo desde la expulsión de los portugueses de la región en 1650. Este poderío se prolongaría hasta el siglo XIX y los territorios dominados por este sultanato se extenderían por Omán, Emiratos Árabes Unidos, el sur de Baluchistán e incluso Zanzíbar frente a las costas de Tanzania y otras islas frente a las costas de Kenia y Mozambique. El sultanato de Mascate llevó a cabo un lucrativo comercio de esclavos a lo largo de la costa de África Oriental. Incluso se ha especulado que el sultanato podría haber controlado las islas Mascareñas tan pronto como durante el siglo XV.

## Consolidación y decadencia

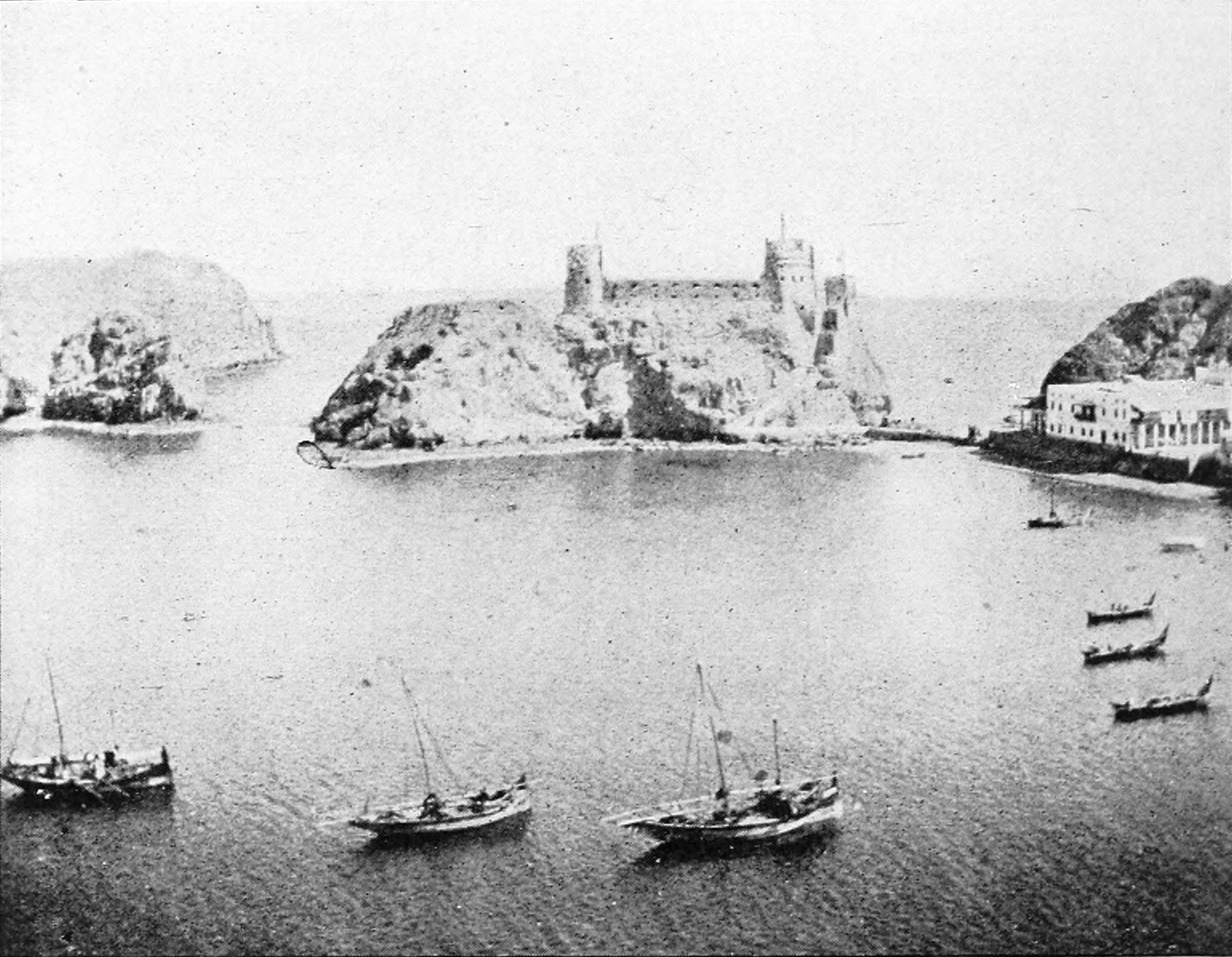
Puerto de Mascate en 1903.

A principios de los años 1820, el sultanato perdió el control sobre la mayor parte de sus territorios en el golfo pérsico, que pasaron a ser los llamados Estados de la Tregua que pasarían a formar un protectorado británico y con el tiempo serían los futuros Emiratos Árabes Unidos. El quinto sultán de la dinastía Al Sa‘id, Said bin Sultan, consolidó las posesiones territoriales del sultanato y la economía de Omán prosperó notablemente. Sin embargo, la flota omaní fue incapaz de superar las flotas europeas que tecnológicamente estaban mejor preparada, por esa razón el sultanato perdió gran parte del comercio con el Sudeste Asiático. La presión del Reino Unido para que el sultanato abandonara el comercio de esclavos condujo a una pérdida de poder político y económico del sultanato.
El 4 de junio de 1856, murió Said bin Sultan sin designar heredero al trono y los miembros de la dinastía Al Sa‘id no pudieron pactar quien sería el gobernante. A través de la mediación británica, se designaron dos gobernadores de clan Al Sa‘id, y el tercer hijo del sultán, Thuwaini bin Said se convirtió en el gobernador de tierra firme. Su sexto hijo, Majid bin Said, se convirtió en el gobernante independiente del sultanato de Zanzíbar el 19 de octubre de 1856. Los sultanes de Zanzíbar fueron obligados a pagar desde entonces un tributo a Mascate.
El sultanato de Mascate fue periódicamente atacado desde el inicio por las tribus ibadíes del interior ya que se oponían a la influencia de los gobernantes más secularizados de la costa. El gobierno del sultanato tuvo que ser defendido por los propios británicos, esta división histórica del país entre los territorios de la costa y del interior continuó a lo largo de los siglos XIX y XX, hasta que el sultán Taimur bin Feisal concedió una autonomía limitada a los territorios interiores del imanato de Omán, que serían gobernados por los religiosos ibadíes desde el tratado de paz de Seeb de 1920.
Las últimas posesiones de ultramar del sultanato de Mascate y Omán, fue el puerto de Gwadar situado al otro lado del golfo de Omán, que fue vendido a Pakistán en 1958.

## Insurgencia y perforaciones petroleras
El descubrimiento de crudo en el golfo pérsico exacerbó las disputa entre el sultán de Mascate y los imanes del interior de Omán. La prospección petrolera empezó a principios de los años 1920 por parte de la Anglo-Persian Oil Company, aunque el curso de la Segunda Guerra Mundial dificultó enormemente dichas actividades.
El último imán de Omán, Ghalib Bin Ali, empezó una levantamiento en 1954 cuando el sultán concedió licencias de explotación a la Iraq Petroleum Company a pesar del hecho de que los principales campos petrolíferos se encontraban en el territorio del imanato de Omán. Las hostilidades cesaron en 1955, pero se incubaría un conflicto aún más largo en que desembocaría en la rebelión de Jebel Akhdar, en la que el sultán Said bin Taimur dependía fuertemente del apoyo militar británico. Iraq Petroleum, junto con su socio de exploración, Petroleum Development Oman, eran propiedad de los gigantes europeos del petróleo que incluían a la sucesora de la Anglo-Iranian Oil, la British Petroleum, que animó al gobierno británico a reforzar su apoyo al sultán frente a los rebeldes.
La insurgencia comenzó de nuevo en 1957, cuando Arabia Saudí empezó a apoyar a los rebeldes ibadíes, aunque finalmente el sultán fue capaz de establecer su hegemonía en la mayor parte del interior del país. El mismo año, las fuerzas británicas bombardearon la localidad de Nizwa, la capital del imanato, y derrumbaron la teocracia ibadí. Ghalib Bin Ali se exilió en Arabia Saudí y las últimas fuerzas rebeldes fueron derrotadas dos años más tarde, en 1959. El tratado de paz de Seeb fue derogado y la autonomía del imanato de Omán fue abolida.
Los frecuentes alzamientos como la rebelión de Dhofar, apoyada por el gobierno comunista de Yemen del Sur, indujo a los británicos a substituir al sultán. Los británicos escogieron a un hijo del sultán que había recibido educación occidental, Qabus bin Sa‘id que estuvo encerrado en palacio, debido a que su paranoico padre temía que organizara un golpe de Estado contra él. Tras su liberación, Qabus bin Sa‘id, con la ayuda de las fuerzas militares británicas, planeó un golpe palaciego efectivo que se proclamó sultán de Mascate y Omán en 1970. Los territorios nuevamente consolidados a lo largo de Mascate fueron reorganizados de acuerdo a su estado actual en el nuevo sultanato de Omán en agosto de 1970.
En 1976, una vez con la ayuda británica, el sultán aseguró su posición en todo el interior, acabando con la rebelión de Dhofar.

### Sultanato de Sohar (1920-1932)
En 1920, el jeque Ali Banu Bu Ali, un pariente del sultán Taimur bin Faisal, se rebeló en la ciudad norteña de Sohar y se proclamó el mismo sultán, pero fue depuesto por los británicos en 1932.